# Воздушный крест «За храбрость» (Южный Вьетнам)
Воздушный крест «За храбрость» — военная награда Южного Вьетнама.

## Описание
Воздушным крестом «За храбрость» награждались военнослужащие, проявившие особое или героическое поведение в воздушном бою. Крестом иногда награждались и иностранные военнослужащие, в частности пилоты ВВС США.
Воздушный крест «За храбрость» имел 3 степени — с золотыми, серебряными и бронзовыми крыльями.

## Приммечания
1. ↑    - Huy Chương Ân Thưởng Trong Quân Lực Việt Nam Cộng Hòa (англ.). — P. 76. Архивировано 6 августа 2024 года.